# Guiglia
Guiglia (Guîa o Guéa in dialetto frignanese) è un comune italiano di 4 233 abitanti della provincia di Modena in Emilia-Romagna, situato a sud del capoluogo; fa parte dell'Unione Terre di Castelli.
Il territorio comunale di Guiglia si estende sulle prime colline che occupano il versante destro del fiume Panaro, ad un'altezza di 490 metri sul livello del mare. È soprannominata "Balcone dell'Emilia", merito della posizione che occupa in cima ad una collina e che permette, da quasi tutto il paese, di vedere la maggior parte della provincia di Modena. Comprende il capoluogo Guiglia e sette frazioni: Roccamalatina, Samone, Monteorsello, Castellino, Gainazzo, Pieve di Trebbio e Rocchetta. Oltre una buona dotazione di servizi ricettivi ed attrezzature sportive, Guiglia offre un ambiente naturale particolarmente interessante (Parco Regionale dei Sassi di Roccamalatina), arricchito dalla presenza di molte borgate rurali e da monumenti.

## Storia
I primi documenti che fanno riferimento al territorio guigliese sono dei contratti di affitto risalenti all'anno 890. In questi documenti, conservati nel monastero di Nonantola, si parla di alcuni terreni in affitto a Guiglia.
Dopo l’anno mille esistono diversi altri documenti che contengono riferimenti al paese di Guiglia; un chiaro esempio è un atto notarile risalente al 1048, con il quale vengono concessi in affitto case, terreno, boschi, castagneti e pascoli posti in Auilla, Pugnano, Samoni e Trebbo.
Il territorio di Guiglia è stato spettatore di numerose lotte per il suo possesso, da quelle tra Liguri e Romani, Longobardi e Ungari, fino ad arrivare alla nascita del primo castello, dovuta ad invasioni ungare. Questa militarizzazione del territorio pone la possibile costruzione di un castello nella parte più elevata del colle, che domina la valle del Panaro, intorno all'anno 1048.
Nell'anno 1227, invece, venne edificato il castello di Montevallaro, che sorgeva sulla sommità di un colle tra Guiglia e Monteorsello. La sua costruzione è dovute alle lotte tra Modena e Bologna, tra guelfi e ghibellini per la precisione; furono i modenesi a costruire il castello.
Dopo circa quarant'anni dalla sua costruzione e continui assedi, il castello venne completamente distrutto.
Nel 1361, sempre a causa di uno scontro tra guelfi e ghibellini, il castello di Guiglia venne distrutto da un incendio.
Nel 1405 il castello di Guiglia ormai ricostruito, con ponte levatoio e due nuove torri, venne concesso alla famiglia dei Pio di Carpi. Da allora ci sarà un succedersi di varie famiglie e anche il centro abitato del paese iniziò a mutare. Nel 1584, tramite un rogito, venne concesso ai Padri Carmelitani l'antico oratorio che sorgeva nelle immediate vicinanze del castello, che prenderà successivamente il soprannome di “Conventino”.
Con un rogito del 16 marzo 1630 il duca Francesco I d'Este concesse il feudo al marchese Francesco Montecuccoli, marito di Sigismonda Laderchi. Questa famiglia, essendo venute meno le funzioni militari del castello," decise di modificarlo sia sul piano architettonico che su quello funzionale, facendolo diventare una delle dimore signorili più sontuose ed eleganti della zona. Venne eliminato il ponte elevatoio, costruita la nuova porta d’accesso e commissionato un teatro all'interno del castello.
Tra il 1690 e il 1715 venne costruito, non molto distante dal castello, l’oratorio della Madonnina, contenente l'immagine della Beata Vergine di San Luca, alla quale la famiglia era molto devota. La chiesa venne costruita in scala rispetto alla famosa chiesa di San Luca sul colle della Guardia di Bologna. Questo edificio in seguito sarebbe divenuto anche la tomba della famiglia Montecuccoli.
Intorno alla fine del 1800, a causa delle innumerevoli spese, gli eredi della famiglia misero il castello in vendita all'asta. Il 18 agosto 1897 l'edificio venne venduto all'ingegnere svizzero Giovanni Beusch, che trasformò nuovamente il castello, rendendolo un albergo termale. Inoltre, cosa molto importante per il paese, riuscì a portare da una sorgente l’acqua potabile della sorgente dei Volti fino alla sommità del centro.
A partire dal 1865 venne costituito il Comune di Guiglia con quelle che sono le frazioni attuali.
L'albergo di Beusch venne chiuso nel 1914, alla vigilia della prima guerra mondiale. Il "Conventino" venne rimesso in vendita e nel 1919 venne acquistato dal Comune di Reggio Emilia per renderlo una colonia scolastica per bambini. Venti anni dopo, nel 1939, il podestà di Guiglia decise di acquistare il castello per una somma di 300 000 lire.
Nel 1944, durante la seconda guerra mondiale, il paese di Guiglia e il suo castello assunsero un ruolo strategico di immediata importanza a causa della vicinanza con la Linea gotica. Il paese divenne tappa per i militari tedeschi, mentre la rocca fu utilizzata come ospedale militare. Guiglia rimase immune ai bombardamenti fino al 15 aprile del 1945, quando venne colpita dalle bombe alleate, che distrussero molte case e danneggiarono varie zone di rilevanza, come il lavatoio pubblico del Poggio, il Conventino e l'arco d’ingresso. Qualche giorno dopo, Guiglia venne liberata.
Dopo la guerra il Comune cedette in affitto il Conventino. Lo stabile venne destinato ad attività turistiche e ricreative, con trasformazione perciò a uso albergo, ristorante, bar, cinematografo, con sale da concerto, di lettura, di giochi, di esposizioni artistiche e mostre. In questo contesto nella rocca venne aperto anche un casinò, destinato a durare pochi mesi, in quanto il Ministero dell'Interno impose la chiusura della casa da gioco lo stesso anno.

### Simboli
Lo stemma e il gonfalone sono stati concessi con decreto del presidente della Repubblica del 30 marzo 2004.
Il gonfalone è un drappo partito di giallo e di rosso.

## Monumenti e luoghi d'interesse

### Architetture religiose
- Pieve di Trebbio. Posta a quota 463 metri sul livello del mare, nel cuore del Parco regionale dei Sassi di Roccamalatina, con una vista sugli speroni rocciosi. Citata su una carta di Nonantola del 996 assieme a Guiglia, la pieve è dedicata a san Giovanni Battista. La sua costruzione definitiva risale con molta probabilità all'XI-XII secolo e costituisce uno dei più significativi esempi di arte romanica nell'Appennino. Nonostante alcuni successivi interventi di rifacimento, conserva infatti l'aspetto tipicamente romanico, con pianta a tre navate e cripta. Il campanile è costruito su una preesistente torre fortificata. Da notare il portale scolpito sul lato sud, i capitelli originali, le sculture nel presbiterio e, nel battistero adiacente, un fonte battesimale del IX secolo con bassorilievi. All'interno sono conservate pitture e sculture di notevole pregio. Fra queste, la tela che raffigura san Giovanni Battista, risalente al Seicento.
- Chiesa di San Geminiano Vescovo, nel centro storico.
- Chiesa di San Nicola di Bari nella frazione di Samone.
- Chiesa di Santa Maria Assunta nella frazione di Monteorsello.

### Architetture militari

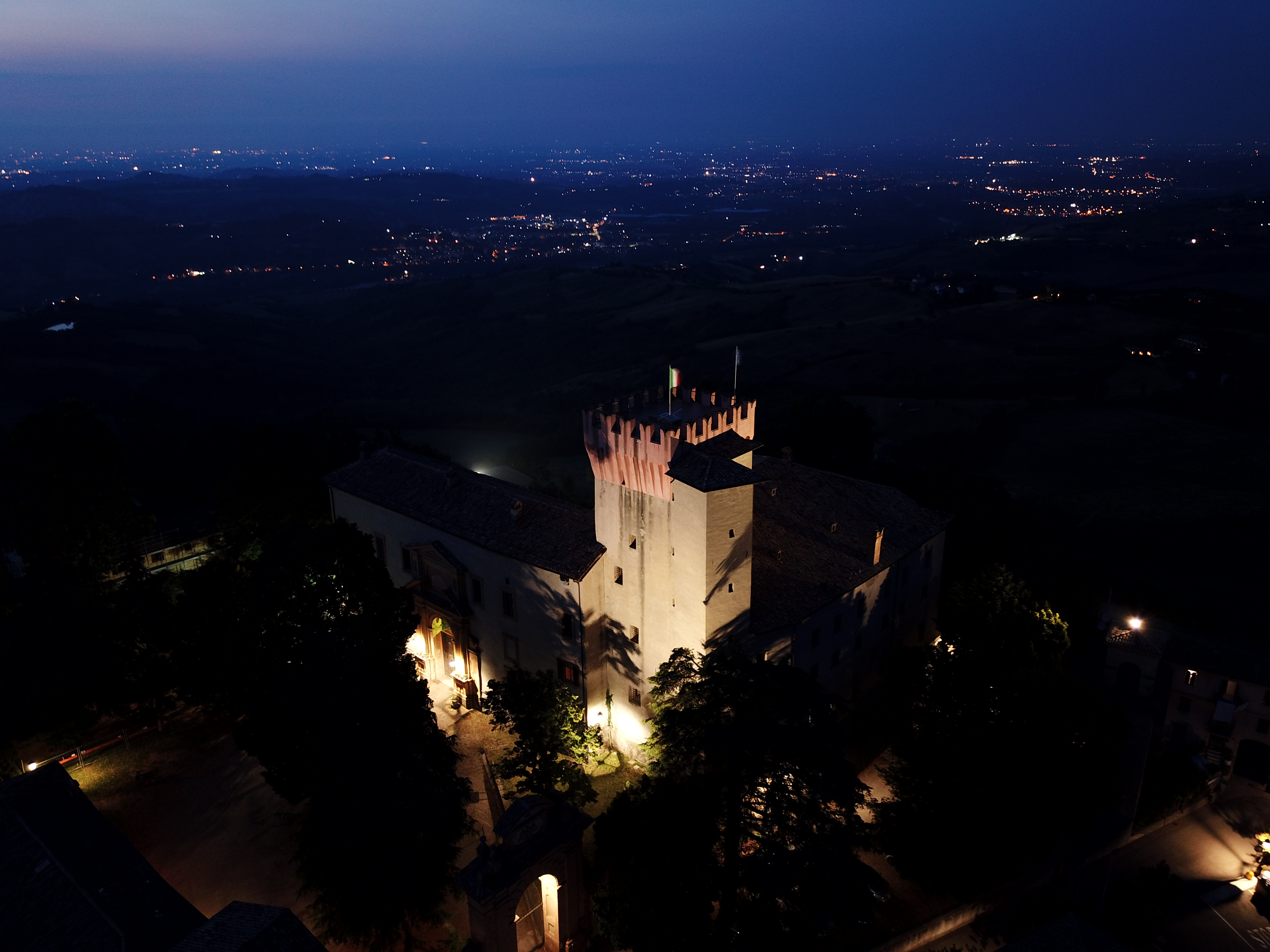
Il castello di Guiglia di notte

- Castello di Guiglia, residenza dei marchesi di Montecuccoli. Come ogni borgo antico, fu coinvolto in sanguinose guerre tra fazioni, danneggiato da incendi e terremoti e subì alterne dominazioni che ne modificarono man mano la pianta originale. Nel 1630 il marchese Francesco Montecuccoli iniziò un restauro radicale che trasformò l'antica rocca in residenza nobiliare per la sua famiglia. In tale occasione fu rimosso il ponte levatoio e chiusa la vecchia porta a oriente, furono ampliati gli appartamenti e creato un nuovo accesso costituito da un alto portale, sormontato da un timpano sostenuto da colonne, attraverso il quale si accede ad una loggia decorata da pregevoli stucchi. All'interno delle mura esisteva anche un convento di Carmelitani, con l'annessa chiesa. In seguito alla decadenza dei Montecuccoli e a travagliate vicende, l'edificio venne acquistato all'asta e trasformato in albergo. La torre del Pubblico, collocata davanti all'originario ingresso della rocca, ha pianta quadrata, un portale in cotto ad arco a strombo ed è sormontata dalla cella campanaria, dotata di campana seicentesca. L'edificio attiguo aveva probabilmente funzione di casella, il luogo in cui si svolgevano le adunanze della comunità. Nei pressi del castello sorge l'oratorio della Madonnina, articolato in uno spazio percorso da tre nicchie. Quella centrale ospita l’unico altare presente. Ripostiglio e sagrestia sono ai lati dell'ingresso. La cupola è sormontata da una lanterna circolare. All'interno sono conservate tre tombe dei marchesi Montecuccoli Laderchi e numerosi ex voto di fattura popolare. La famiglia Montecuccoli era devota alla Madonna di San Luca e per questo motivo l'oratorio si presenta come una riproduzione in miniatura del santuario di San Luca che si trova a Bologna.

### Aree naturali
- Parco regionale dei Sassi di Roccamalatina. Il parco protegge 2.300 ettari di territorio sulle colline modenesi. La sua particolarità sono le imponenti guglie in arenaria che si notano questo paesaggio di antichi castagneti, boschi e coltivi. Le guglie, alte circa 70 metri, sono veri e propri monumenti della natura, derivate da stratificazioni più resistenti all'erosione rispetto al terreno circostante. Conserva un'ampia biodiversità di habitat concentrata in poco spazio con la presenza di specie come la mediterranea erica arborea a fianco di altre di quota, come il faggio e il mirtillo. Vi sono orchidee con anemoni, campanellini, gigli e ciclamini. Di particolare valore sono gli habitat riconosciuti dall'Unione Europea di Interesse Comunitario, quali le foreste alluvionali di ontano o le formazioni cespugliate di festuco brometalia. Tra le specie faunistiche il tasso, l'istrice, la volpe, il capriolo, il daino e la faina. Inoltre il cervo volante, il gambero di fiume, il tritone crestato, il falco pellegrino, la tottavilla, il succiacapre, il rinolofo euriale. Sporadica, ma accertata, è la presenza del lupo. L'intero territorio è ricco di ambienti divertsi come castagneti di ambito montano, incolti argillosi di bassa collina, boschi ripariali, greti fluviali, fenomeni di carsismo con grotte e inghiottitoi, coltivi collinari e piccoli borghi medievali. Comprende i territori dei comuni di Guiglia, Zocca, Marano e Unione Terre di Castelli.
- Dito di Samone, un geosito caratterizzato da una curiosa formazione rocciosa cilindrica in arenaria alta cinque metri, situata nella frazione di Samone.

## Società

### Evoluzione demografica
Abitanti censiti

### Etnie e minoranze straniere
Gli stranieri residenti nel comune::
1. Marocco: 191
2. Albania: 59
3. Romania: 50
4. Tunisia: 13
5. Moldavia: 11
6. Ghana: 7
7. Nigeria: 10
8. Polonia: 10
9. Ucraina: 10
10. India: 8

## Amministrazione
| Periodo        | Periodo          | Primo cittadino   | Partito                             | Carica  | Note   |
| -------------- | ---------------- | ----------------- | ----------------------------------- | ------- | ------ |
| 12 maggio 1985 | 5 maggio 1990    | Silvano Baccolini | Partito Comunista Italiano          | Sindaco | [ 9 ]  |
| 6 maggio 1990  | 13 marzo 1993    | Ferruccio Magnani | Democrazia Cristiana                | Sindaco | [ 9 ]  |
| 20 aprile 1993 | 22 aprile 1995   | Ermanno Monzali   | Democrazia Cristiana                | Sindaco | [ 9 ]  |
| 23 aprile 1995 | 12 giugno 1999   | Vittorio Predieri | centro-sinistra                     | Sindaco | [ 9 ]  |
| 13 giugno 1999 | 6 giugno 2009    | Angelo Pasini     | centro-destra                       | Sindaco | [ 9 ]  |
| 7 giugno 2009  | 9 settembre 2017 | Monica Amici      | lista civica - Nel Futuro al Sicuro | Sindaco | [ 10 ] |
| 11 giugno 2018 | -                | Iacopo Lagazzi    | centro-sinistra                     | Sindaco | [ 9 ]  |